# Abacetus salzmanni
Abacetus salzmanni es una especie de escarabajo del género Abacetus, tribu Abacetini, familia Carabidae. Fue descrita científicamente por Germar en 1823.
Se distribuye por Francia, España, Portugal e Italia. La especie se mantiene activa durante los meses de enero, abril, mayo, junio, julio, agosto, octubre y diciembre.